# Private (romanserie)
 For alternative betydninger, se Privat. (Se også artikler, som begynder med Privat)
Private er fællestitlen for en serie ungdomsromaner skrevet af amerikaneren Kate Brian, og den har opnået en popularitet, der har bragt den på New York Times' bestsellerliste. 

## Handling
Den handler om en 15-årig pige, som som hedder Reed Brennan. Hun kommer fra landet i Pennsylvania, men starter på den eksklusive kostskole Easton Academy.
Hun møder drengen Thomas Pearson og de såkaldte "billingspiger" De er meget smukkere, rigere og mere selvsikre end de andre, og styrer skolen. Reed vil gøre alt for at blive en af dem. Se om det bliver til noget.